# Stocking, Leibnitz
Stocking là một đô thị thuộc huyện Leibnitz trong bang Steiermark, nước Áo. Đô thị Stocking, Leibnitz có diện tích 16,45 km², dân số cuối năm 2005 là 294 người.